# Cantone di Mirebeau-sur-Bèze
Il Cantone di Mirebeau-sur-Bèze era una divisione amministrativa dell'arrondissement di Digione.
A seguito della riforma approvata con decreto del 18 febbraio 2014, che ha avuto attuazione dopo le elezioni dipartimentali del 2015, è stato soppresso.

## Composizione
Comprendeva i comuni di:
- Arceau
- Beaumont-sur-Vingeanne
- Beire-le-Châtel
- Belleneuve
- Bèze
- Bézouotte
- Blagny-sur-Vingeanne
- Champagne-sur-Vingeanne
- Charmes
- Cheuge
- Cuiserey
- Jancigny
- Magny-Saint-Médard
- Mirebeau-sur-Bèze
- Noiron-sur-Bèze
- Oisilly
- Renève
- Savolles
- Tanay
- Trochères
- Viévigne